# Tabu (film fra 2012)
|  | Denne artikel er oprettet af botten Steenthbot ud fra en ekstern database. Den kan derfor have sproglige fejl eller mangler. Denne skabelon kan fjernes efter kontrol af indholdet. |

|  | For andre betydninger, se Tabu (flertydig) |
Tabu er en dansk kortfilm fra 2012 instrueret af Bo Mikkelsen efter eget manuskript.

## Handling
En familie står på randen af opløsning. Forældrenes forhold er kørt skævt gennem mange år - og deres to piger lider under deres bitre magtkampe. Det virker som om der skal et mirakel til for at redde ægteskabet. Dette mirakel indtræffer, da en voldsom hændelse i pigernes liv gør, at forældrene må stå sammen og være der for børnene. Parrets kærlighed blomstrer på ny, men hvad med pigerne, hvordan har de det?

## Medvirkende
- Claus Riis Østergaard, Kristian
- Julie Carlsen, Maria
- Marie Hammer Boda, Louise
- Maj Kierkensgaard, Anna
- Petrine Agger, Psykolog
- Sune Svanekier, Mand i skov
- Kristian Halken, Betjent